# Алгабас (Павлодарская область)
Алгабас (каз. Алғабас) — село в Павлодарской области Казахстана. Находится в подчинении городской администрации Аксу. Административный центр и единственный населённый пункт Алгабасского сельского округа. Расположен в 15 км к северо-западу от Павлодара, в 37 км к северу от города Аксу. Код КАТО — 551639100.

## История
В 1930-е годы был организован колхоз «Алгабас». В последующем село Алгабас было центральной усадьбой бывшего Ермаковского райспецхозобъединения, возникшего в 1976 году на базе совхоза «Ленин жолы» («Ленинский путь»).

## Население
В 1985 году в Алгабасе жили 933 человека. В 1999 году население села составляло 1040 человек (524 мужчины и 516 женщин). По данным переписи 2009 года в селе проживало 1079 человек (542 мужчины и 537 женщин).